# Foz do Jordão
Pour les articles homonymes, voir Jordão.
Foz do Jordão est une municipalité brésilienne située dans l'État du Paraná.